# Simon Sluga
Simon Sluga (Poreč, 17 de marzo de 1993) es un futbolista croata que juega en la demarcación de portero para el N. K. Celje de la Primera Liga de Eslovenia.

## Biografía
Tras empezar a formarse como futbolista con el N. K. Jadran Poreč, H. N. K. Rijeka, y el equipo primavera de la Juventus y del Hellas Verona, finalmente subió al primer equipo. Posteriormente se marchó cedido de nuevo, esta vez al N. K. Lokomotiva y al Spezia Calcio, hasta que volvió al H. N. K. Rijeka, ganando la Primera Liga de Croacia y la Copa de Croacia en 2017. En julio de 2019 fue traspasado al Luton Town F. C. En este equipo jugó 94 partidos hasta su marcha el 31 de enero de 2022 al P. F. C. Ludogorets Razgrad.
En Bulgaria disputó 39 encuentros y ganó cinco títulos. Tras su marcha del conjunto de Razgrad, en octubre de 2024 se unió al Maccabi Tel Aviv F. C. hasta el final de la temporada. En ella ayudó a conseguir la Liga Premier de Israel y en junio fichó por el N. K. Celje hasta 2027.

## Selección nacional
Es internacional con la selección de Croacia. Debutó el 11 de junio de 2019 en un amistoso ante Túnez que perdieron por 1-2.

## Clubes
| Club                        | País       | Año       | Partidos | Goles |
| --------------------------- | ---------- | --------- | -------- | ----- |
| N. K. Pomorac 1921 (cedido) | Croacia    | 2013-2014 | 31       | 0     |
| N. K. Lokomotiva (cedido)   | Croacia    | 2014-2015 | 28       | 0     |
| Spezia Calcio (cedido)      | Italia     | 2015      | 0        | 0     |
| H. N. K. Rijeka             | Croacia    | 2015-2019 | 86       | 0     |
| Luton Town F. C.            | Inglaterra | 2019-2022 | 94       | 0     |
| P. F. C. Ludogorets Razgrad | Bulgaria   | 2022-2024 | 39       | 0     |
| Maccabi Tel Aviv F. C.      | Israel     | 2024-2025 | 20       | 0     |
| N. K. Celje                 | Eslovenia  | 2025-     | 1        | 0     |

## Palmarés

### Campeonatos nacionales
| Título                   | Club                        | País     | Año  |
| ------------------------ | --------------------------- | -------- | ---- |
| Primera Liga de Croacia  | H. N. K. Rijeka             | Croacia  | 2017 |
| Copa de Croacia          | H. N. K. Rijeka             | Croacia  | 2017 |
| Copa de Croacia          | H. N. K. Rijeka             | Croacia  | 2019 |
| Primera Liga de Bulgaria | P. F. C. Ludogorets Razgrad | Bulgaria | 2022 |
| Supercopa de Bulgaria    | P. F. C. Ludogorets Razgrad | Bulgaria | 2022 |
| Copa de Bulgaria         | P. F. C. Ludogorets Razgrad | Bulgaria | 2023 |
| Primera Liga de Bulgaria | P. F. C. Ludogorets Razgrad | Bulgaria | 2023 |
| Supercopa de Bulgaria    | P. F. C. Ludogorets Razgrad | Bulgaria | 2023 |
| Primera Liga de Bulgaria | P. F. C. Ludogorets Razgrad | Bulgaria | 2024 |
| Copa Toto Al             | Maccabi Tel Aviv F. C.      | Israel   | 2025 |
| Liga Premier de Israel   | Maccabi Tel Aviv F. C.      | Israel   | 2025 |